# Biotopo Torbiera di Rasun
Il Biotopo Torbiera di Rasun (in tedesco Feuchtbiotop Rasen o anche Rasner Möser) è un'area naturale protetta dell'Alto Adige, in Italia, istituita nel 1975. 
Occupa una superficie di 24,92 ha nel comune di Rasun Anterselva nella provincia autonoma di Bolzano. Si trova all'interno del Parco naturale Vedrette di Ries-Aurina.

## Flora
La torbiera di Rasun ospita l'unica stazione italiana dell'orchidea Malaxis paludosa, specie in pericolo critico di estinzione locale.